# Albert Herring
Albert Herring je tříaktová komicka opera Benjamina Brittena na libreto Erica Croziera podle Maupassantovy novely z roku 1888. Opera měla premiéru 20. 6. 1947 v rámci Glyndebourne Festival Opera.

## Charakteristika díla
Opera má komorní ráz, což bylo dáno okamžitou potřebou anglické opery společnosti English Opera Company po působivém díle pro nevelké obsazení pěvců a pouhých 13 hudebníků. Brittenova partitura obsahuje velkou výrazovou škálu od parodie na velkou operu s mistrně vypracovanými zpěvními ansámbly až po moderní rafinovanost. Melodická linka si někdy vystačí s několika tóny stupnice, jindy skladatel rozvine barevnou paletu se svými oblíbenými glissandy a rytmickými proměnami, parodiemi a umnými imitacemi, kánony a fugaty. Zpěváky doprovází občas jen klavír, harfa nebo bicí.
Podle Svjatoslava Richtera představuje Albert Herring „největší komickou operu 20. století“.

## Děj opery
V Loxfordu má být jako každý rok zvolena „májová královna“. Má jít o nejctnostnější dívku, která má sloužit jako mravní příklad. Mrs. Billows však na každé adeptce něco najde: jedna se obléká příliš vyzývavě, jiná byla viděna v rozhovoru s jakýmsi mládencem, třetí doma odmlouvá rodičům a tak dále. Nakonec tedy zbude jen jediná možnost – nesmělý Albert, ve všem všudy poslušný své matky, která ho drží zkrátka (a též jako pracovní sílu ve svém krámku), z nějž si však dokonce i malé děti tropí jen posměch. Místo májové královny tak má být poprvé korunován májový král. Řeznický pomocník Sid se na Albertovo nucené odříkání světských radostí už nemůže dívat a využije slavnosti k jeho „převýchově“. Do připravené limonády nalije Albertovi rum, důsledky jsou jasné. Rozjařený Albert se vydá za dobrodružstvím, je po něm vyhlášeno pátrání a jen se čeká, kdy a kde se najde jeho mrtvola. Po návratu ho čeká matčin hněv, i ostatní dospělí ve městě ho odsuzují. V očích Sida a jeho dívky Nancy se však stává konečně opravdovým mužem. Děti, kteří se mu dříve vysmívaly, ho teď vítají s jásotem.

## Inscenační historie v Česku
V sezóně 1959-60 uvedlo Alberta Herringa plzeňské Divadlo Josefa Kajetána Tyla. V roce 1966 pak byla opera celkem osmkrát uvedena v pražském Národním divadle.